# ID (album)
ID – album muzyczny Anny Marii Jopek wydany 11 maja 2007, 12 płyta studyjna w dyskografii tej artystki.
W ciągu miesiąca od premiery album uzyskał certyfikat platynowej płyty. Przez 3 tygodnie zajmował pierwsze miejsce na liście OLiS.
Płytę zgrał w studio Petera Gabriela Real World reżyser dźwięku Ben Findlay, a ostateczny mastering odbył się w Abbey Road Studios.
Choć album sygnowany jest nazwiskiem jedynie Anny Marii Jopek to w rzeczywistości stanowi on efekt wspólnej pracy jej i jej męża, Marcina Kydryńskiego. W okresie nagrywania albumu (od marca 2006 do marca 2007) zmarli ojcowie obojga artystów: Stanisław Jopek i Lucjan Kydryński, co znalazło odbicie zarówno w tekstach kompozycji jak i w zadedykowaniu obu zmarłym całej płyty.

## Lista utworów
| 1.  | „Spróbuj mówić kocham” | 5:54    |
|     | - Anna Maria Jopek – muzyka, głosy - Marcin Kydryński – słowa, syntezator gitarowy - Marek Napiórkowski – gitara elektryczna - Paweł Bzim Zarecki – instrumenty klawiszowe, programowanie, lupy - Christian McBride – kontrabas - Manu Katche – perkusja - Mino Cinelu – instrumenty perkusyjne - Orkiestra Sinfonia Viva i Krzysztof Herdzin  |         |
| 2.  | „Teraz i tu” | 4:47    |
|     | - Anna Maria Jopek – muzyka, głosy - Marcin Kydryński – słowa, gitary akustyczne - Mateusz Pospieszalski – głosy, flety - Paweł Bzim Zarecki – instrumenty klawiszowe, gitara „cyfrowa" - Richard Bona – fodera bass - Manu Katche – perkusja, „impossible hi-hat parts" - Mino Cinelu – instrumenty perkusyjne                                |         |
| 3.  | „Zrób, co możesz” | 5:54    |
|     | - Anna Maria Jopek – muzyka, głosy - Marcin Kydryński – słowa - Richard Bona – muzyka, słowa i głos w części Douala, fodera bass, kalimba - Branford Marsalis – saksofon sopranowy - Leszek Możdżer – fortepian - Manu Katche – perkusja - Mino Cinelu – instrumenty perkusyjne                                                                |         |
| 4.  | „Claude” | 1:22    |
|     | - Anna Maria Jopek – muzyka, głosy - Paweł Bzim Zarecki – instrumenty klawiszowe - Christian McBride – kontrabas |         |
| 5.  | „Skłamałabym” | 4:09    |
|     | - Marcin Kydryński – muzyka i słowa, gitara klasyczna - Anna Maria Jopek – głos - Paweł Bzim Zarecki – instrumenty klawiszowe - Christian McBride – kontrabas - Manu Katche – perkusja - Mino Cinelu – instrumenty perkusyjne - Orkiestra Sinfonia Viva i Krzysztof Herdzin                                                                    |         |
| 6.  | „Soul dealer” | 4:04    |
|     | - Anna Maria Jopek – muzyka, głosy - Manu Katche – perkusja - Paweł Bzim Zarecki – loop |         |
| 7.  | „To, co nienazwane” | 6:21    |
|     | - Marcin Kydryński – muzyka i słowa - Anna Maria Jopek – głosy - Dhafer Youssef – oud, głos - Paweł Bzim Zarecki – instrumenty klawiszowe, programowanie tabli - Leszek Możdżer – fortepian - Richard Bona – fodera bass - Manu Katche – perkusja - Kwartet Smyczkowy i Krzysztof Herdzin                                                      |         |
| 8.  | „Samej cię nie zostawię” | 4:49    |
|     | - Anna Maria Jopek – muzyka, głosy - Marcin Kydryński – słowa - Oscar Castro Neves – gitara, głos - Tord Gustavsen – fortepian - Paweł Bzim Zarecki – instrumenty klawiszowe, programowanie, lupy - Christian McBride – pensa fretless bass - Manu Katche – perkusja - Mino Cinelu – instrumenty perkusyjne                                    |         |
| 9.  | „Cisza na skronie, na powieki słońce” | 4:00    |
|     | - Anna Maria Jopek – muzyka i słowa, głosy - Mino Cinelu – instrumenty perkusyjne |         |
| 10. | „Z wadą serca” | 4:12    |
|     | - Marcin Kydryński – muzyka i słowa, gitara akustyczna, elektryczna, klasyczna, tercjowa - Anna Maria Jopek – głos - Kayah – głos - Robert Majewski – fluegelhorn - Paweł Bzim Zarecki – instrumenty klawiszowe, programowanie, lupy - Christian McBride – pensa fretless bass - Manu Katche – perkusja - Mino Cinelu – instrumenty perkusyjne |         |
| 11. | „Niepojęte i ulotne” | 6:13    |
|     | - Marcin Kydryński – muzyka i słowa, gitara tercjowa - Anna Maria Jopek – głosy - Tord Gustavsen – fortepian - Branford Marsalis – saksofon sopranowy - Paweł Bzim Zarecki – lupy - Christian McBride – kontrabas - Manu Katche – ride - Mino Cinelu – instrumenty perkusyjne - Orkiestra Sinfonia Viva i Krzysztof Herdzin                    |         |
| 12. | „Nagle” | 4:51    |
|     | - Anna Maria Jopek – muzyka, głosy - Marcin Kydryński – słowa - Leszek Możdżer – fortepian - Paweł Bzim Zarecki – instrumenty klawiszowe, programowanie, lupy - Marek Napiórkowski – gitary elektryczne i akustyczne - Christian McBride – kontrabas - Manu Katche – perkusja - Mino Cinelu – instrumenty perkusyjne                           |         |
| 13. | „Pierwszy dzień reszty naszego życia” | 4:08    |
|     | - Anna Maria Jopek – muzyka, głos - Marcin Kydryński – słowa - Krzysztof Herdzin – fortepian - Orkiestra Sinfonia Viva |         |
|     | | 1:00:44 |
|     | |         |

## Muzycy sesyjni
Na albumie zagrało wiele światowych sław muzycznych, można na nim usłyszeć takich artystów jak Branford Marsalis (saksofon), Manu Katche (instrumenty perkusyjne, wcześniej nagrywał między innymi z Peterem Gabrielem, Stingiem, Janem Garbarkiem i Joni Mitchell), Mino Cinelu (także instrumenty perkusyjne, współpracownik Milesa Davisa i Weather Report), Christian McBride (kontrabas), Dhafer Youssef (lutnia), Mateusz Pospieszalski (flet) i aż trzech pianistów - Leszka Możdżera, Torda Gustavsena, Krzysztofa Herdzina. Wokalnie Annę Marię Jopek wspiera Kayah.
Na płycie słychać także orkiestrę Sinfonia Viva Tomasza Radziwonowicza, zaaranżowaną i dyrygowaną przez Krzysztofa Herdzina
Anna Maria Jopek powiedziała o tym albumie:

Ta płyta powstała z marzenia, by znaleźć się choćby na chwilę w obecności artystów, których podziwialiśmy przez całe życie. I wśród tych, co od niedawna są dla nas wielką inspiracją. Z dość – przyznajmy – śmiałej wizji aby stworzyć zespół jaki nie istniał nigdy wcześniej, jedynie w naszej zachłannej wyobraźni. Dla nich specjalnie napisaliśmy muzykę, która szuka wspólnego zbioru dla częstokroć tak odległych światów i wrażliwości. Zawsze interesowało nas to, co powstaje na krawędzi, kiedy odmienne kultury przeglądają się w sobie nawzajem. Kiedy wyznania, doświadczenia, pokolenia przenikają się i uzupełniają. To próba odnalezienia własnego głosu w coraz bardziej barwnej, otwartej i nieograniczonej przestrzeni muzyki. Ponad granicami i gettami gatunków. Poza podziałami. Na przekór nim. Przeciw nim.

{{Cytat}} Gołe linki: "źródło".

## Recenzje
Piotr Iwicki w „Gazecie Wyborczej” napisał, że dla niego album jest „zachwycający” i „muzycznie i technicznie „ID” to majstersztyk”.
W portalu „InBook” o płycie napisano „zestaw urzekających dźwięków i melodii powstałych na krawędzi kultur i gatunków muzycznych. Wspaniałe przenikanie się muzycznych wątków oraz poszukiwanie otwartej i nieograniczonej przestrzeni dla muzyki”.

## Sprzedaż
| Oficjalna Lista Sprzedaży OLIS |    |    |    |    |    |    |    |    |    |    |    |    |    |    |    |    |    |    |    |    |    |    |    |    |    |    |    |    |    |    |
| Tydzień                        | 01 | 02 | 03 | 04 | 05 | 06 | 07 | 08 | 09 | 10 | 11 | 12 | 13 | 14 | 15 | 16 | 17 | 18 | 19 | 20 | 21 | 22 | 23 | 24 | 25 | 26 | 27 | 28 | 29 | 30 |
| Pozycja                        | 1  | 1  | 1  | 2  | 1  | 2  | 2  | 4  | 6  | 6  | 9  | 9  | 11 | 11 | 12 | 13 | 16 | 19 | 21 | 28 | 33 | 42 | 37 | 34 | 49 | 44 | -  | 46 | -  | -  |